# Salafismo
Esta página contém alguns caracteres especiais e é possível que a impressão não corresponda ao artigo original.
Salafismo (em árabe: سلفي; salafī, "predecessores" ou "primeiras gerações") ou movimento salafista é um movimento ortodoxo, internacionalista e ultraconservador dentro do islamismo sunita. A doutrina pode ser resumida por ter "uma abordagem fundamentalista do Islã, emulando o profeta Maomé e seus primeiros seguidores". Eles apoiam a aplicação da Xaria (lei islâmica). O movimento é frequentemente dividido em três categorias: o maior grupo são os puristas, que evitam a política; o segundo maior grupo são os ativistas, que se envolvem na política; o menor grupo é o dos jihadistas.
O movimento salafista é muitas vezes descrito como sendo sinônimo de wahhabismo, mas salafistas consideram o termo "wahhabi" depreciativo. O salafismo também é descrito como um híbrido do wahhabismo e de outros movimentos pós-1960. O movimento conservador faz uma abordagem literal, rigorosa e puritana do Islã e, especialmente no Ocidente, os jihadistas salafistas defendem a jihad ofensiva como uma expressão legítima do islamismo contra aqueles que consideram inimigos de sua religião.
Dentro das suas figuras mais proeminentes podemos incluir um grupo de intelectuais da Universidade de Al-Azhar, do Cairo, onde se destacam claramente, Muhammad Abduh (1849-1905), Jamal al-Din al-Afghani (1839-1897) e Rashid Rida (1865-1935). O movimento defende o mínimo de liberdade religiosa possível.
Alguns defendem que foi Muhammad ibn Abd-al-Wahhab quem na generalidade divulgou na Arábia Saudita um islamismo que visava recuperar os princípios basilares do Islão desde a sua fundação, embora este reformismo aparente do wahhabismo fosse mais um voltar ao rigorismo interpretativo do Alcorão e não tanto a um reformismo ideológico consensual, como defendiam os salafistas. Pese o facto de estes também gostarem de se denominar de salafistas (ou mais propriamente de salafis), mas esta designação é mais etimológica (um caso de coincidência do significado de palavras) do que doutrinária e tem pouco a ver com as ideias e ideais dos primeiros intelectuais e precursores ideológicos do salafismo. O salafismo começou a crescer na Turquia Otomana na Primeira Guerra Mundial com o pretexto de evitar a estrategia secular de dividir para conquistar os islâmicos depois da guerra, algo que foi neutralizado parcialmente com Mustafa Kemal Atatürk.